# Unione Sportiva Catanzaro 1959-1960
Questa pagina raccoglie le informazioni riguardanti l'Unione Sportiva Catanzaro nelle competizioni ufficiali della stagione 1959-1960.

## Rosa
| N. |                   | Ruolo | Calciatore       |
| -- | ----------------- | ----- | ---------------- |
|    | Italia (bandiera) | C     | Antonio Ariagno  |
|    | Italia (bandiera) | C     | Dino Bigagnoli   |
|    | Italia (bandiera) | D     | Renato Bonari    |
|    | Italia (bandiera) | D     | Mario Claut      |
|    | Italia (bandiera) | C     | Walter Costa     |
|    | Italia (bandiera) | P     | Mario Da Pozzo   |
|    | Italia (bandiera) | C     | Ottorino Di Fant |
|    | Italia (bandiera) | A     | Giovanni Fanello |
|    | Italia (bandiera) | C     | Vito Florio      |
|    | Italia (bandiera) | C     | Flavio Frontali  |

| N. |                   | Ruolo | Calciatore        |
| -- | ----------------- | ----- | ----------------- |
|    | Italia (bandiera) | A     | Egidio Ghersetich |
|    | Italia (bandiera) | C     | Sergio Impinna    |
|    | Italia (bandiera) | C     | Arnaldo Lucentini |
|    | Italia (bandiera) | P     | Vittorio Masci    |
|    | Italia (bandiera) | C     | Gianluigi Negri   |
|    | Italia (bandiera) | C     | Stefano Raise     |
|    | Italia (bandiera) | C     | Luciano Scroccaro |
|    | Italia (bandiera) | A     | Giovanni Susan    |
|    | Italia (bandiera) | P     | Giuseppe Tagini   |
|    | Italia (bandiera) | C     | Lionello Tulissi  |

## Risultati

### Campionato

#### Girone di andata
| 15 ottobre 1959 1ª giornata | Triestina | 0 – 0 | Catanzaro |  |

| 1º novembre 2ª giornata | Venezia | 3 – 1 | Catanzaro |  |

| 4 ottobre 1959 3ª giornata | Catanzaro | 2 – 0 | Taranto |  |

| 11 ottobre 1959 4ª giornata | Novara | 1 – 0 | Catanzaro |  |

| 8 novembre 1953 5ª giornata | Catanzaro | 2 – 0 | Modena |  |

| 25 ottobre 1959 6ª giornata | Catanzaro | 1 – 0 | Catania |  |

| 1º novembre 1959 7ª giornata | Marzotto Valdagno | 4 – 2 | Catanzaro |  |

| 15 novembre 1959 8ª giornata | Messina | 0 – 0 | Catanzaro |  |

| 8 ottobre 1967 9ª giornata | Catanzaro | 2 – 1 | Reggiana |  |

| 22 settembre 1946 10ª giornata | Catanzaro | 1 – 1 | Cagliari |  |

| 29 novembre 1959 11ª giornata | Parma | 1 – 0 | Catanzaro |  |

| 13 dicembre 1959 12ª giornata | Verona | 2 – 2 | Catanzaro |  |

| 15 settembre 1996 13ª giornata | Catanzaro | 1 – 1 | Como |  |

| 8 dicembre 1949 14ª giornata | Catanzaro | 0 – 1 | Torino |  |

| 9 febbraio 1975 15ª giornata | Simmenthal-Monza | 0 – 0 | Catanzaro |  |

| 10 gennaio 1960 16ª giornata | Sambenedettese | 2 – 1 | Catanzaro |  |

| 16 novembre 1986 17ª giornata | Catanzaro | 2 – 0 | Brescia |  |

| 24 gennaio 1960 18ª giornata | Catanzaro | 1 – 0 | Ozo Mantova |  |

| 31 gennaio 1960 19ª giornata | Lecco | 2 – 2 | Catanzaro |  |

#### Girone di ritorno
| 8 febbraio 1960 20ª giornata | Catanzaro | 1 – 1 | Triestina |  |

| 15 febbraio 1960 21ª giornata | Catanzaro | 1 – 1 | Venezia |  |

| 21 febbraio 1960 22ª giornata | Taranto | 1 – 1 | Catanzaro |  |

| 28 febbraio 1960 23ª giornata | Catanzaro | 2 – 1 | Novara |  |

| 6 marzo 1960 24ª giornata | Modena | 1 – 1 | Catanzaro |  |

| 13 marzo 1960 25ª giornata | Catania | 1 – 0 | Catanzaro |  |

| 20 marzo 1960 26ª giornata | Catanzaro | 0 – 0 | Marzotto Valdagno |  |

| 27 marzo 1960 27ª giornata | Catanzaro | 2 – 0 | Messina |  |

| 3 aprile 1960 28ª giornata | Reggiana | 1 – 0 | Catanzaro |  |

| 10 aprile 1960 29ª giornata | Cagliari | 5 – 2 | Catanzaro |  |

| 17 aprile 1960 30ª giornata | Catanzaro | 1 – 1 | Parma |  |

| 24 aprile 1960 31ª giornata | Catanzaro | 0 – 0 | Verona |  |

| 1º maggio 1960 32ª giornata | Como | 3 – 2 | Catanzaro |  |

| 8 maggio 1960 33ª giornata | Torino | 3 – 2 | Catanzaro |  |

| 15 maggio 1960 34ª giornata | Catanzaro | 2 – 0 | Simmenthal-Monza |  |

| 22 maggio 1960 35ª giornata | Catanzaro | 1 – 1 | Sambenedettese |  |

| 26 maggio 1960 36ª giornata | Brescia | 1 – 0 | Catanzaro |  |

| 29 maggio 1960 37ª giornata | Ozo Mantova | 0 – 1 | Catanzaro |  |

| 5 giugno 1960 38ª giornata | Catanzaro | 2 – 0 | Lecco |  |

## Statistiche

### Statistiche di squadra
| Competizione | Punti | In casa | In casa | In casa | In casa | In casa | In casa | In trasferta | In trasferta | In trasferta | In trasferta | In trasferta | In trasferta | Totale | Totale | Totale | Totale | Totale | Totale | DR |
| Competizione | Punti | G       | V       | N       | P       | Gf      | Gs      | G            | V            | N            | P            | Gf           | Gs           | G      | V      | N      | P      | Gf     | Gs     | DR |
| ------------ | ----- | ------- | ------- | ------- | ------- | ------- | ------- | ------------ | ------------ | ------------ | ------------ | ------------ | ------------ | ------ | ------ | ------ | ------ | ------ | ------ | -- |
| Serie B      | 37    | 19      | 10      | 8       | 1       | 24      | 9       | 19           | 1            | 7            | 11           | 17           | 31           | 38     | 11     | 15     | 12     | 41     | 40     | +1 |
| Coppa Italia |       | -       | -       | -       | -       | -       | -       | 1            | 0            | 0            | 1            | 0            | 1            | 1      | 0      | 0      | 1      | 0      | 1      | -1 |
| Totale       |       | 19      | 10      | 8       | 1       | 24      | 9       | 20           | 1            | 7            | 12           | 17           | 32           | 39     | 11     | 15     | 13     | 41     | 41     | 0  |

### Statistiche dei giocatori
| Giocatore     | Serie B  | Serie B | Coppa Italia | Coppa Italia | Totale   | Totale |
| Giocatore     | Presenze | Reti    | Presenze     | Reti         | Presenze | Reti   |
| ------------- | -------- | ------- | ------------ | ------------ | -------- | ------ |
| A. Ariagno    | 12       | 0       | 1            | 0            | 13       | 0      |
| D. Bigagnoli  | 32       | 0       | 1            | 0            | 33       | 0      |
| R. Bonari     | 13       | 0       | 1            | 0            | 14       | 0      |
| M. Claut      | 29       | 0       | -            | -            | 29       | 0      |
| W. Costa      | 24       | 0       | 1            | 0            | 25       | 0      |
| M. Da Pozzo   | 18       | -21     | -            | -            | 18       | -21    |
| O. Di Fant    | 3        | 1       | -            | -            | 3        | 1      |
| G. Fanello    | 30       | 15      | -            | -            | 30       | 15     |
| V. Florio     | 27       | 5       | 1            | 0            | 28       | 5      |
| F. Frontali   | 25       | 0       | -            | -            | 25       | 0      |
| E. Ghersetich | 35       | 9       | 1            | 0            | 36       | 9      |
| S. Impinna    | 15       | 0       | -            | -            | 15       | 0      |
| A. Lucentini  | 16       | 2       | -            | -            | 16       | 2      |
| V. Masci      | 15       | -13     | 1            | -1           | 16       | -14    |
| G. Negri      | 23       | 2       | 1            | 0            | 24       | 2      |
| S. Raise      | 37       | 2       | 1            | 0            | 38       | 2      |
| L. Scroccaro  | 23       | 2       | 1            | 0            | 24       | 2      |
| G. Susan      | 8        | 1       | 1            | 0            | 9        | 1      |
| G. Tagini     | 5        | -6      | -            | -            | 5        | -6     |
| L. Tulissi    | 28       | 0       | 1            | 0            | 29       | 0      |